# Бродаль, Сверре
Сверре Бродаль (норв. Sverre Brodahl; 26 января 1909 года, Мудум — 2 ноября 1998 года, Хёнефосс) — норвежский двоеборец и лыжник, призёр олимпийских игр в двоеборье и лыжных гонках. Брат известного лыжника Трюгве Бродаля.

## Карьера
На Олимпийских играх 1936 года в Гармиш-Партенкирхене выступал в лыжных гонках и двоеборье. В двоеборье завоевал бронзовую медаль, 11 балов уступив серебряному медалисту, своему партнёру по команде Олафу Хоффсбаккену и 7 балов выиграв у ставшего четвёртым финна Лаури Валонена. В лыжных гонках выступал лишь в эстафете в которой бежал третий этап и закончил его лидером, выигрывая более минуты у ближайших преследователей, но на последнем этапе норвежцы не удержали лидерство и закончили эстафету вторыми.